# Fozzie

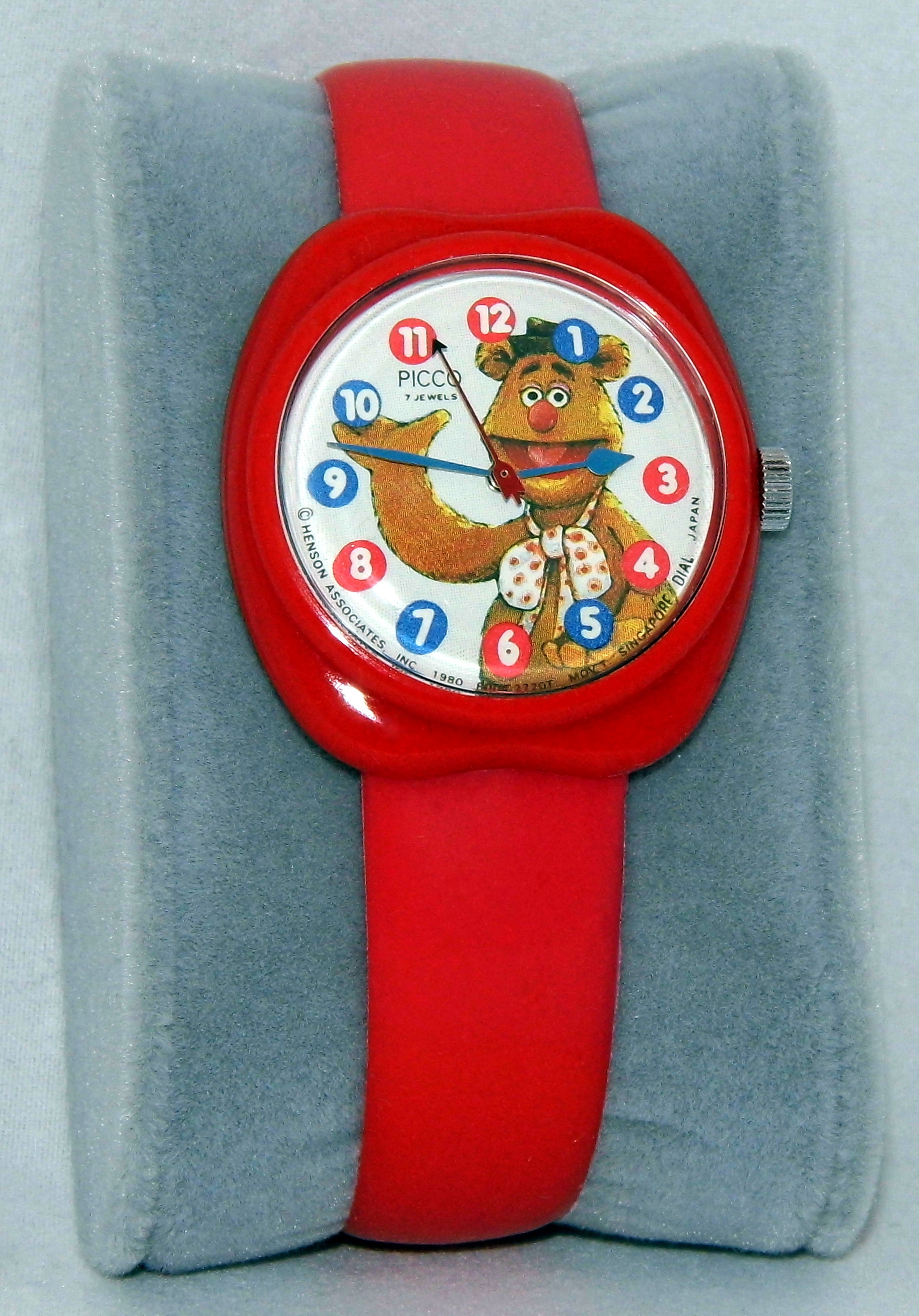
Fozzie på en armbandsklocka

Björnen Fozzie är en figur som skapades av Jim Henson till Mupparna. Han är en brun pälsklädd mupp som i TV-serien som försöker underhålla sin publik genom att trolla, sjunga och/eller dra dåliga vitsar ("Vet ni varför kycklingen gick över vägen?"). Främst uppträder han som ståuppkomiker. Ofta brukar publiken besvara dessa skämt med burop och ruttna grönsaker, särskilt hans främsta kritiker Statler och Waldorf.
Ursprungligen var det Frank Oz som skötte om dockan men senare tog Eric Jacobson över. Sitt namn har Fozzie fått från dockmakaren Faz Fazakas som skapade den mekanik som gör att Fozzie kan röra på öronen.
Precis som andra karaktärer i Mupparna ägs rättigheterna numera av The Walt Disney Company, som köpte dem från Jim Henson Company.